# Список астероїдів (9401—9500)
| Назва                                  | Тимчасове позначення | Дата відкриття    | Місце відкриття                | Відкривач                                              |
| -------------------------------------- | -------------------- | ----------------- | ------------------------------ | ------------------------------------------------------ |
| (9401) 1994 TS3                        | 1994 TS3             | 13 жовтня 1994    | Обсерваторія Наті-Кацуура      | Йошісада Шімідзу, Такеші Урата                         |
| (9402) 1994 UN1                        | 1994 UN1             | 25 жовтня 1994    | Обсерваторія Кушіро            | Сейджі Уеда, Хіроші Канеда                             |
| 9403 Сандулік (Sanduleak)              | 1994 UJ11            | 31 жовтня 1994    | Обсерваторія Кітт-Пік          | Spacewatch                                             |
| (9404) 1994 UQ11                       | 1994 UQ11            | 26 жовтня 1994    | Обсерваторія Кушіро            | Сейджі Уеда, Хіроші Канеда                             |
| 9405 Johnratje                         | 1994 WQ1             | 27 листопада 1994 | Обсерваторія Оїдзумі           | Такао Кобаяші                                          |
| (9406) 1994 WG2                        | 1994 WG2             | 28 листопада 1994 | Обсерваторія Кушіро            | Сейджі Уеда, Хіроші Канеда                             |
| 9407 Кімуранаото (Kimuranaoto)         | 1994 WS3             | 28 листопада 1994 | Обсерваторія Кійосато          | Сатору Отомо                                           |
| 9408 Haseakira                         | 1995 BC              | 20 січня 1995     | Обсерваторія Оїдзумі           | Такао Кобаяші                                          |
| 9409 Канпузан (Kanpuzan)               | 1995 BG1             | 25 січня 1995     | Обсерваторія Ґейсей            | Тсутому Секі                                           |
| (9410) 1995 BJ1                        | 1995 BJ1             | 26 січня 1995     | Обсерваторія Ніхондайра        | Такеші Урата                                           |
| 9411 Hitomiyamoto                      | 1995 CF              | 1 лютого 1995     | Обсерваторія Оїдзумі           | Такао Кобаяші                                          |
| (9412) 1995 GZ8                        | 1995 GZ8             | 4 квітня 1995     | Обсерваторія Кушіро            | Сейджі Уеда, Хіроші Канеда                             |
| 9413 Ейхендорфф (Eichendorff)          | 1995 SQ54            | 21 вересня 1995   | Обсерваторія Карла Шварцшильда | Ф. Бернґен                                             |
| 9414 Masamimurakami                    | 1995 UV4             | 25 жовтня 1995    | Обсерваторія Оїдзумі           | Такао Кобаяші                                          |
| 9415 Yujiokimura                       | 1995 VE              | 1 листопада 1995  | Обсерваторія Оїдзумі           | Такао Кобаяші                                          |
| (9416) 1995 WS                         | 1995 WS              | 17 листопада 1995 | Обсерваторія Оїдзумі           | Такао Кобаяші                                          |
| (9417) 1995 WU                         | 1995 WU              | 17 листопада 1995 | Обсерваторія Оїдзумі           | Такао Кобаяші                                          |
| 9418 Маюмі (Mayumi)                    | 1995 WX5             | 18 листопада 1995 | Обсерваторія Тітібу            | Наото Сато, Такеші Урата                               |
| (9419) 1995 XS                         | 1995 XS              | 12 грудня 1995    | Обсерваторія Оїдзумі           | Такао Кобаяші                                          |
| 9420 Дьюар (Dewar)                     | 1995 XP4             | 14 грудня 1995    | Обсерваторія Кітт-Пік          | Spacewatch                                             |
| 9421 Віолілла (Violilla)               | 1995 YM2             | 24 грудня 1995    | Чорч Стреттон                  | Стівен Лорі                                            |
| (9422) 1996 AO2                        | 1996 AO2             | 13 січня 1996     | Обсерваторія Оїдзумі           | Такао Кобаяші                                          |
| 9423 Абт (Abt)                         | 1996 AT7             | 12 січня 1996     | Обсерваторія Кітт-Пік          | Spacewatch                                             |
| (9424) 1996 BN                         | 1996 BN              | 16 січня 1996     | Обсерваторія Оїдзумі           | Такао Кобаяші                                          |
| 9425 Маркончіні (Marconcini)           | 1996 CM7             | 14 лютого 1996    | Обсерваторія Азіаґо            | Маура Томбеллі, Уліссе Мунарі                          |
| 9426 Аліанте (Aliante)                 | 1996 CO7             | 14 лютого 1996    | Обсерваторія Азіаґо            | Уліссе Мунарі, Маура Томбеллі                          |
| 9427 Ріґіні (Righini)                  | 1996 CV7             | 14 лютого 1996    | Обсерваторія Азіаґо            | Маура Томбеллі, Уліссе Мунарі                          |
| 9428 Анжелалоуїза (Angelalouise)       | 1996 DW2             | 26 лютого 1996    | Чорч Стреттон                  | Стівен Лорі                                            |
| 9429 Пореч (Porec)                     | 1996 EW1             | 14 березня 1996   | Вішнянська обсерваторія        | Вішнянська обсерваторія                                |
| 9430 Erichthonios                      | 1996 HU10            | 17 квітня 1996    | Обсерваторія Ла-Сілья          | Ерік Вальтер Ельст                                     |
| (9431) 1996 PS1                        | 1996 PS1             | 12 серпня 1996    | Фарра-д'Ізонцо                 | Фарра-д'Ізонцо                                         |
| (9432) 1997 CQ                         | 1997 CQ              | 1 лютого 1997     | Обсерваторія Оїдзумі           | Такао Кобаяші                                          |
| (9433) 1997 CF3                        | 1997 CF3             | 3 лютого 1997     | Обсерваторія Галеакала         | NEAT                                                   |
| (9434) 1997 CJ20                       | 1997 CJ20            | 12 лютого 1997    | Обсерваторія Оїдзумі           | Такао Кобаяші                                          |
| (9435) 1997 CK20                       | 1997 CK20            | 12 лютого 1997    | Обсерваторія Оїдзумі           | Такао Кобаяші                                          |
| (9436) 1997 EB                         | 1997 EB              | 1 березня 1997    | Обсерваторія Оїдзумі           | Такао Кобаяші                                          |
| (9437) 1997 EA3                        | 1997 EA3             | 4 березня 1997    | Обсерваторія Оїдзумі           | Такао Кобаяші                                          |
| 9438 Саті (Satie)                      | 1997 EE16            | 5 березня 1997    | Обсерваторія Кітт-Пік          | Spacewatch                                             |
| (9439) 1997 EB42                       | 1997 EB42            | 10 березня 1997   | Сокорро (Нью-Мексико)          | LINEAR                                                 |
| (9440) 1997 FZ1                        | 1997 FZ1             | 29 березня 1997   | Станція Сінлун                 | SCAP                                                   |
| (9441) 1997 GN8                        | 1997 GN8             | 2 квітня 1997     | Сокорро (Нью-Мексико)          | LINEAR                                                 |
| (9442) 1997 GQ27                       | 1997 GQ27            | 2 квітня 1997     | Станція Сінлун                 | SCAP                                                   |
| (9443) 1997 HR9                        | 1997 HR9             | 30 квітня 1997    | Сокорро (Нью-Мексико)          | LINEAR                                                 |
| (9444) 1997 JA                         | 1997 JA              | 1 травня 1997     | Обсерваторія Клеть             | Обсерваторія Клеть                                     |
| 9445 Карпентьєр (Charpentier)          | 1997 JA8             | 8 травня 1997     | Прескоттська обсерваторія      | Пол Комба                                              |
| 9446 Цицерон (Cicero)                  | 1997 JT11            | 3 травня 1997     | Обсерваторія Ла-Сілья          | Ерік Вальтер Ельст                                     |
| 9447 Жульборде (Julesbordet)           | 1997 JJ18            | 3 травня 1997     | Обсерваторія Ла-Сілья          | Ерік Вальтер Ельст                                     |
| 9448 Доналдевіс (Donaldavies)          | 1997 LJ3             | 5 червня 1997     | Обсерваторія Кітт-Пік          | Spacewatch                                             |
| 9449 Петрбонді (Petrbondy)             | 1997 VU2             | 4 листопада 1997  | Обсерваторія Ондржейов         | Ленка Коткова                                          |
| (9450) 1998 BT1                        | 1998 BT1             | 19 січня 1998     | Обсерваторія Оїдзумі           | Такао Кобаяші                                          |
| (9451) 1998 BE2                        | 1998 BE2             | 20 січня 1998     | Сокорро (Нью-Мексико)          | LINEAR                                                 |
| 9452 Роджерпітерс (Rogerpeeters)       | 1998 DY33            | 27 лютого 1998    | Обсерваторія Ла-Сілья          | Ерік Вальтер Ельст                                     |
| 9453 Мальорка (Mallorca)               | 1998 FO1             | 19 березня 1998   | Обсерваторія Мальорки          | Альваро Лопес-Ґарсіа, Рафаель Пачеко                   |
| (9454) 1998 FX54                       | 1998 FX54            | 20 березня 1998   | Сокорро (Нью-Мексико)          | LINEAR                                                 |
| (9455) 1998 FJ56                       | 1998 FJ56            | 20 березня 1998   | Сокорро (Нью-Мексико)          | LINEAR                                                 |
| (9456) 1998 FQ67                       | 1998 FQ67            | 20 березня 1998   | Сокорро (Нью-Мексико)          | LINEAR                                                 |
| (9457) 1998 FB75                       | 1998 FB75            | 24 березня 1998   | Сокорро (Нью-Мексико)          | LINEAR                                                 |
| (9458) 1998 FF97                       | 1998 FF97            | 31 березня 1998   | Сокорро (Нью-Мексико)          | LINEAR                                                 |
| (9459) 1998 FW113                      | 1998 FW113           | 31 березня 1998   | Сокорро (Нью-Мексико)          | LINEAR                                                 |
| 9460 Макглінн (McGlynn)                | 1998 HS30            | 29 квітня 1998    | Обсерваторія Галеакала         | NEAT                                                   |
| (9461) 1998 HV33                       | 1998 HV33            | 20 квітня 1998    | Сокорро (Нью-Мексико)          | LINEAR                                                 |
| (9462) 1998 HC37                       | 1998 HC37            | 20 квітня 1998    | Сокорро (Нью-Мексико)          | LINEAR                                                 |
| 9463 Criscione                         | 1998 HW38            | 20 квітня 1998    | Сокорро (Нью-Мексико)          | LINEAR                                                 |
| (9464) 1998 HL117                      | 1998 HL117           | 23 квітня 1998    | Сокорро (Нью-Мексико)          | LINEAR                                                 |
| (9465) 1998 HJ121                      | 1998 HJ121           | 23 квітня 1998    | Сокорро (Нью-Мексико)          | LINEAR                                                 |
| 9466 Shishir                           | 1998 KR46            | 22 травня 1998    | Сокорро (Нью-Мексико)          | LINEAR                                                 |
| (9467) 1998 KQ47                       | 1998 KQ47            | 22 травня 1998    | Сокорро (Нью-Мексико)          | LINEAR                                                 |
| 9468 Брюер (Brewer)                    | 1998 LT2             | 1 червня 1998     | Обсерваторія Ла-Сілья          | Ерік Вальтер Ельст                                     |
| 9469 Shashank                          | 1998 MY34            | 24 червня 1998    | Сокорро (Нью-Мексико)          | LINEAR                                                 |
| 9470 Жуссьє (Jussieu)                  | 1998 OS10            | 26 липня 1998     | Обсерваторія Ла-Сілья          | Ерік Вальтер Ельст                                     |
| 9471 Остенд (Ostend)                   | 1998 OU13            | 26 липня 1998     | Обсерваторія Ла-Сілья          | Ерік Вальтер Ельст                                     |
| 9472 Брюгге (Bruges)                   | 1998 OD14            | 26 липня 1998     | Обсерваторія Ла-Сілья          | Ерік Вальтер Ельст                                     |
| 9473 Гент (Ghent)                      | 1998 OO14            | 26 липня 1998     | Обсерваторія Ла-Сілья          | Ерік Вальтер Ельст                                     |
| 9474 Cassadrury                        | 1998 QK15            | 17 серпня 1998    | Сокорро (Нью-Мексико)          | LINEAR                                                 |
| (9475) 1998 QC19                       | 1998 QC19            | 17 серпня 1998    | Сокорро (Нью-Мексико)          | LINEAR                                                 |
| (9476) 1998 QQ36                       | 1998 QQ36            | 17 серпня 1998    | Сокорро (Нью-Мексико)          | LINEAR                                                 |
| 9477 Kefennell                         | 1998 QK41            | 17 серпня 1998    | Сокорро (Нью-Мексико)          | LINEAR                                                 |
| 9478 Кальдейро (Caldeyro)              | 2148 P-L             | 24 вересня 1960   | Паломарська обсерваторія       | К. Й. ван Гаутен, І. ван Гаутен-Ґроневельд, Т. Герельс |
| 9479 Мадресплазамайо (Madresplazamayo) | 2175 P-L             | 26 вересня 1960   | Паломарська обсерваторія       | К. Й. ван Гаутен, І. ван Гаутен-Ґроневельд, Т. Герельс |
| 9480 Інті (Inti)                       | 2553 P-L             | 24 вересня 1960   | Паломарська обсерваторія       | К. Й. ван Гаутен, І. ван Гаутен-Ґроневельд, Т. Герельс |
| 9481 Менчу (Menchu)                    | 2559 P-L             | 24 вересня 1960   | Паломарська обсерваторія       | К. Й. ван Гаутен, І. ван Гаутен-Ґроневельд, Т. Герельс |
| 9482 Рубендаріо (Rubendario)           | 4065 P-L             | 24 вересня 1960   | Паломарська обсерваторія       | К. Й. ван Гаутен, І. ван Гаутен-Ґроневельд, Т. Герельс |
| 9483 Чаґас (Chagas)                    | 4121 P-L             | 24 вересня 1960   | Паломарська обсерваторія       | К. Й. ван Гаутен, І. ван Гаутен-Ґроневельд, Т. Герельс |
| 9484 Ванамбі (Wanambi)                 | 4590 P-L             | 24 вересня 1960   | Паломарська обсерваторія       | К. Й. ван Гаутен, І. ван Гаутен-Ґроневельд, Т. Герельс |
| 9485 Улуру (Uluru)                     | 6108 P-L             | 24 вересня 1960   | Паломарська обсерваторія       | К. Й. ван Гаутен, І. ван Гаутен-Ґроневельд, Т. Герельс |
| 9486 Отеморра (Utemorrah)              | 6130 P-L             | 24 вересня 1960   | Паломарська обсерваторія       | К. Й. ван Гаутен, І. ван Гаутен-Ґроневельд, Т. Герельс |
| 9487 Купе (Kupe)                       | 7633 P-L             | 17 жовтня 1960    | Паломарська обсерваторія       | К. Й. ван Гаутен, І. ван Гаутен-Ґроневельд, Т. Герельс |
| 9488 Гуйя (Huia)                       | 9523 P-L             | 24 вересня 1960   | Паломарська обсерваторія       | К. Й. ван Гаутен, І. ван Гаутен-Ґроневельд, Т. Герельс |
| 9489 Танемахута (Tanemahuta)           | 1146 T-1             | 25 березня 1971   | Паломарська обсерваторія       | К. Й. ван Гаутен, І. ван Гаутен-Ґроневельд, Т. Герельс |
| 9490 Ґоземайер (Gosemeijer)            | 1181 T-1             | 25 березня 1971   | Паломарська обсерваторія       | К. Й. ван Гаутен, І. ван Гаутен-Ґроневельд, Т. Герельс |
| 9491 Туфт (Thooft)                     | 1205 T-1             | 25 березня 1971   | Паломарська обсерваторія       | К. Й. ван Гаутен, І. ван Гаутен-Ґроневельд, Т. Герельс |
| 9492 Велтман (Veltman)                 | 2066 T-1             | 25 березня 1971   | Паломарська обсерваторія       | К. Й. ван Гаутен, І. ван Гаутен-Ґроневельд, Т. Герельс |
| 9493 Енеску (Enescu)                   | 3100 T-1             | 26 березня 1971   | Паломарська обсерваторія       | К. Й. ван Гаутен, І. ван Гаутен-Ґроневельд, Т. Герельс |
| 9494 Донічі (Donici)                   | 3212 T-1             | 26 березня 1971   | Паломарська обсерваторія       | К. Й. ван Гаутен, І. ван Гаутен-Ґроневельд, Т. Герельс |
| 9495 Емінеску (Eminescu)               | 4177 T-1             | 26 березня 1971   | Паломарська обсерваторія       | К. Й. ван Гаутен, І. ван Гаутен-Ґроневельд, Т. Герельс |
| 9496 Ockels                            | 4260 T-1             | 26 березня 1971   | Паломарська обсерваторія       | К. Й. ван Гаутен, І. ван Гаутен-Ґроневельд, Т. Герельс |
| 9497 Двінджлу (Dwingeloo)              | 1001 T-2             | 29 вересня 1973   | Паломарська обсерваторія       | К. Й. ван Гаутен, І. ван Гаутен-Ґроневельд, Т. Герельс |
| 9498 Вестерборк (Westerbork)           | 1197 T-2             | 29 вересня 1973   | Паломарська обсерваторія       | К. Й. ван Гаутен, І. ван Гаутен-Ґроневельд, Т. Герельс |
| 9499 Екскалібур (Excalibur)            | 1269 T-2             | 29 вересня 1973   | Паломарська обсерваторія       | К. Й. ван Гаутен, І. ван Гаутен-Ґроневельд, Т. Герельс |
| 9500 Камелот (Camelot)                 | 1281 T-2             | 29 вересня 1973   | Паломарська обсерваторія       | К. Й. ван Гаутен, І. ван Гаутен-Ґроневельд, Т. Герельс |

| Астероїди 1—10000 → |           |           |           |           |           |           |           |           |            |
| 1—100               | 1001—1100 | 2001—2100 | 3001—3100 | 4001—4100 | 5001—5100 | 6001—6100 | 7001—7100 | 8001—8100 | 9001—9100  |
| 101—200             | 1101—1200 | 2101—2200 | 3101—3200 | 4101—4200 | 5101—5200 | 6101—6200 | 7101—7200 | 8101—8200 | 9101—9200  |
| 201—300             | 1201—1300 | 2201—2300 | 3201—3300 | 4201—4300 | 5201—5300 | 6201—6300 | 7201—7300 | 8201—8300 | 9201—9300  |
| 301—400             | 1301—1400 | 2301—2400 | 3301—3400 | 4301—4400 | 5301—5400 | 6301—6400 | 7301—7400 | 8301—8400 | 9301—9400  |
| 401—500             | 1401—1500 | 2401—2500 | 3401—3500 | 4401—4500 | 5401—5500 | 6401—6500 | 7401—7500 | 8401—8500 | 9401—9500  |
| 501—600             | 1501—1600 | 2501—2600 | 3501—3600 | 4501—4600 | 5501—5600 | 6501—6600 | 7501—7600 | 8501—8600 | 9501—9600  |
| 601—700             | 1601—1700 | 2601—2700 | 3601—3700 | 4601—4700 | 5601—5700 | 6601—6700 | 7601—7700 | 8601—8700 | 9601—9700  |
| 701—800             | 1701—1800 | 2701—2800 | 3701—3800 | 4701—4800 | 5701—5800 | 6701—6800 | 7701—7800 | 8701—8800 | 9701—9800  |
| 801—900             | 1801—1900 | 2801—2900 | 3801—3900 | 4801—4900 | 5801—5900 | 6801—6900 | 7801—7900 | 8801—8900 | 9801—9900  |
| 901—1000            | 1901—2000 | 2901—3000 | 3901—4000 | 4901—5000 | 5901—6000 | 6901—7000 | 7901—8000 | 8901—9000 | 9901—10000 |